# Ligumia nasuta
Ligumia nasuta es una especie de molusco bivalvo  de la familia Unionidae.

## Distribución geográfica
Es  endémica del este de América del Norte.